# Riverside International Raceway
Riverside-ban a pálya bezárásáig NASCAR, Formula–1, IRL versenyeket rendeztek.
A Formula–1 1960-ban látogatott el ide. A versenyt Stirling Moss nyerte. Ezután a NASCAR és az IRL még ellátogatott a pályára, de a növekvő város fokozatosan elnyelte azt, és 1989-re a pálya már többet ért építési telekként, és lebontották.